# Německý lovecký teriér
Německý lovecký teriér (německy: Deutscher Jagdterrier) je plemeno psa známé i jako Jagdteriér.

## Historie
Německý lovecký teriér je německé plemeno vyšlechtěné v Bavorsku po 1. světové válce. Mezi jeho možné předky patří foxteriér, lakeland teriér, velšteriér a nejspíše i manchester teriér, po kterém toto plemeno zdědilo zbarvení. Jako první byla vyšlechtěna hladkosrstá varianta, hrubosrstá varianta vznikla až později. Původním záměrem křížení bylo vytvořit zdatného loveckého psa. To se skutečně podařilo a v dnešní době jsou německý lovecký teriér a český teriér jedinými mimoostrovními teriéry, kteří se v současné době využívají jako lovečtí psi.
Poprvé byl německý lovecký teriér představen na výstavě psů v Giessenu v roce 1927, jako plemeno byl ale uznán až v roce 1933. Oficiální zkratka pro toto plemeno používaná v České republice je NLT. Vyskytuje se zde již běžně, ale nejpočetnější je v Německu a Anglii.

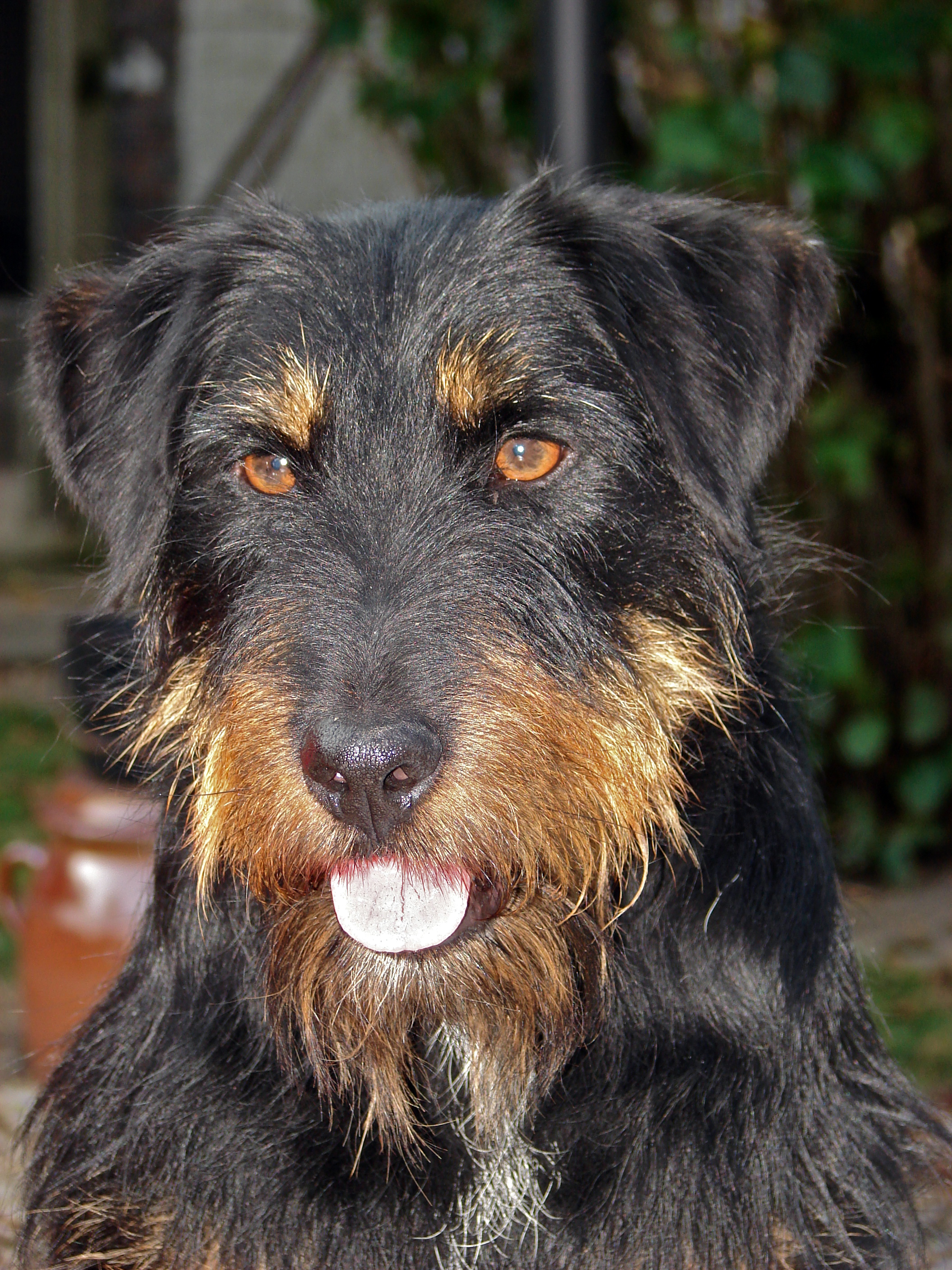
Hrubosrstý jagdteriér

## Povaha
Německý lovecký teriér má opravdovou „teriéří povahu“ – je odvážný, dominantní, inteligentní, pozorný a rád vyvolává šarvátky s ostatními psy. V jeho chovu se podporují lovecké pudy, proto má sklony pronásledovat rychle se pohybující předměty, cyklisty nebo zvířata nevyjímaje. Je velmi aktivní a proto se nehodí jako společník, pokud mu majitel neposkytne dostatek pohybu. Je velmi temperamentní.
Je to pozorný, rozhodný, nebojácný pes s vrozenou ostrostí ke škodné zvěři, skvělý stopař, nebrání se ani práci ve vodě. Jeho hlavním úkolem je lov lišek a slídění zejména černé zvěře.
S dětmi vychází dobře, nicméně ani přes jeho vysoký práh bolesti si nenechá vše líbit. Je proto důležité dbát opatrnosti a děti, které si se psem hrají, mít vždy pod dohledem.
Není vhodné jej chovat ve větších smečkách, protože je velmi dominantní a rád vyvolává potyčky. Jiná zvířata mu nevadí a většinou je ignoruje, pokud však začnou utíkat, začne je pronásledovat.
Je to dobrý hlídač s vysokým hlasem. Může být využíván pro ochranu majetku. K cizím se chová odtažitě, ne však bojácně nebo agresivně.

## Péče

### Péče o srst

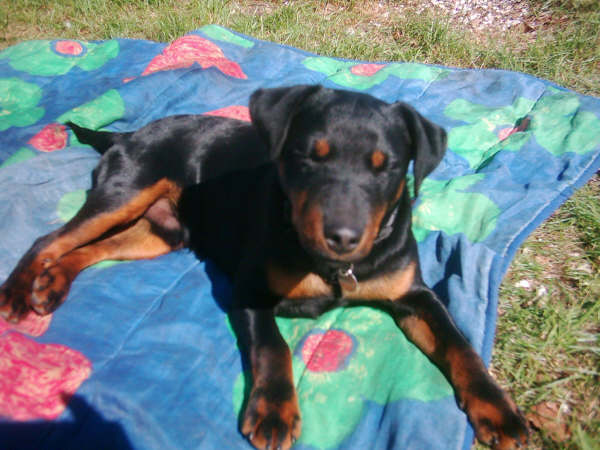
Hladkosrsté štěně jagdteriéra

Péče o srst hladkosrsté varianty není náročná. Líná 2× ročně, v tomto období je potřeba srst vyčesávat častěji než normálně. Pokud nelíná, stačí vyčesat jednou za týden.
Hrubosrstá varianta se musí nechat 2× ročně trimovat, protože srst sama neopadá a je nutné ji vytrhat. Není vhodné ji příliš často mýt šamponem, naopak je vhodné se toho vyvarovat. Časté mytí šamponem poškozuje strukturu srsti psa a to pak způsobuje vypadávání a následné problémy s kůží, jako jsou například mokvavé záněty.

### Pohyb
Vyžaduje mnoho pohybu a zátěže. Má téměř nevyčerpatelnou zásobu energie a je pro něj vhodný veškerý druh pohybu, od plavání po horské túry. Nejvíce mu ale vyhovuje samostatný lov. Pokud nemá dostatek pohybu, ventiluje si svoji energii tím, že hrabe a zahrabává věci. Později se může stát i stereotypním nebo agresivním.

### Výcvik a výchova
Protože se jedná o tvrdohlavé a dominantní plemeno, není německý lovecký teriér vhodný pro začínající chovatele. Pokud ho chovatel nezvládne usměrnit nebo ho nebude vychovávat od štěněcího věku, může to mít katastrofální následky. Není to pes do bytu, a už vůbec ne do postele. Výcvik musí vést někdo, kdo má s podobnými plemeny zkušenosti a umí si zjednat respekt.